# Valdehúncar
Valdehúncar là một đô thị trong tỉnh Cáceres, Extremadura, Tây Ban Nha. Theo điều tra dân số 2005 (INE), đô thị này có dân số là 198 người.

## Biến động dân số
| 180 | 178 | 206 | 214 | 214 | 221 | 207 | 207 | 198 | 194 |

39°50′B 5°31′T / 39,833°B 5,517°T